# Mestna hiša v Lahtiju
Mestno hišo v Lahtiju je leta 1911 zasnoval finski arhitekt Eliel Saarinen. Stavba je bila dokončana leta 1912. Slogovno predstavlja pozni art nouveau. Stavba je bila leta 1934 razširjena po načrtih mestnega arhitekta Kaarla Könönena. Njen zaščitni znak je visok zvonik, ki po slogu spominja na stolpa železniške postaje v Helsinkih (1909) in mestne hiše Joensuu (1914), ki ju je zasnoval Saarinen. V stavbi je bila uporabljena temno rdeča opeka, notranjost pa ima močne barve in rastlinske okraske. Material za gradnjo, temne opeke, so pripeljali s Švedske.
Finska muzejska agencija je slovesno os, ki jo tvorijo mestna hiša v Lahtiju, trg in Mariankatu, opredelila kot nacionalno pomembno grajeno kulturno okolje. Mestna hiša je zaščitena tudi z lokacijskim načrtom iz leta 1967.

## Zgodovina
Lahti je dobil mestne pravice leta 1905, vendar je bila odločitev o gradnji mestne hiše sprejeta šele leta 1910, ko je bil organiziran vabljen natečaj za njeno zasnovo. Mestna hiša je bila sprva načrtovana za sedanji Alator, vendar so se na podlagi izjave arhitekta Armasa Lindgrena odločili za prostor, ki je bil podaljšek parka Mariankatu na pobočju Salpausselä. Lokacija na najvišji točki pozidanega središča je bila ocenjena kot dobra, saj se je stolp mestne hiše s hriba videl na vse strani.
Eliel Saarinen, ki je zmagal na arhitekturnem natečaju, je mestno hišo zasnoval kot celovito umetniško delo, kjer je morala notranjost ustrezati oblikovnemu jeziku zunanje arhitekture. V notranjosti so bile poudarjene temne barve in okraski. Temno žgana opeka, uporabljena kot gradbeni material, je bila uvožena s Švedske. Za gradnjo mestne hiše je bilo porabljenega več denarja, kot je znašal takratni letni proračun mesta. Poleg mestnih in državnih uradov so bili v stavbi gasilci, policija in mestna knjižnica. Kasneje je bila v mestni hiši tudi pisarna Yleisradia v Lahtiju.
Med državljansko vojno je bila mestna hiša sedež Rdečih. V zvezi z bitko pri Lahtiju jo je poškodoval nemški topniški ogenj, ko je bil med drugim močno poškodovan tudi stolp. Mestno hišo so leta 1934 razširili po načrtih mestnega arhitekta Kaarla Könönena, ko je odprto dvorišče postalo notranje dvorišče. Med zimsko vojno je bila mestna hiša močno poškodovana v zračnem bombardiranju 27. decembra 1939, po katerem so bili uradi in policijski oddelek prestavljeni v šolo Lahti, postaja za nadzor zraka v zvoniku pa v vrh skakalnice Salpausselä. Septembra 1981 je zagorelo podstrešje mestne hiše, nato pa so stavbo sanirali in obnovili. Po končanih delih leta 1985 je skupna tlorisna površina mestne hiše zdaj 5160 m², prostornina pa 19.950 m³.

## Galerija
- Vhod
- Sejna soba
- Soba občinskega sveta